# Cerkev svetih štiridesetih mučencev, Veliko Trnovo
Cerkev svetih štiridesetih mučencev je srednjeveška vzhodna pravoslavna cerkev, zgrajena leta 1230 v mestu Veliko Trnovo v Bolgariji, nekdanji prestolnici Drugega bolgarskega cesarstva.
Cerkev Svetih štiridesetih mučencev, podolgovata šeststebrna bazilika, ima tri polkrožne apside in ozek narteks z zahodne strani. Na zahodni strani cerkve je bila pozneje prizidana še ena stavba. Notranjost cerkve je bila prekrita s stensko poslikavo verjetno leta 1230. Na zahodnem prizidku se je ohranilo nekaj zunanjega okrasja, ki razkriva tradicionalne loke in barvne majhne keramične plošče, vstavljene v steno. Ni jasno, ali ima cerkev na zunanjih stenah poslikane freske.
Cerkev vsebuje nekaj najpomembnejših zgodovinskih zapisov Bolgarskega cesarstva, vključno z Omurtagovim stebrom, Asenovim stebrom in mejnim stebrom iz Rodosta (sodobni Tekirdağ v Turčiji) iz obdobja vladavine kana Kruma. Stolpci kana Omurtaga in kana Kruma so napisani v grškem jeziku. Napis Krumovega stebra Trdnjava Rodostro je bil obrnjen na glavo. Napis Omurtaga govori o gradnji nove veličastne palače na reki Donavi, vendar njena lokacija ni znana. Drugi del napisa je zapuščina za naslednje generacije, da se spomnijo Omurtagovih dejanj. Te stebre je v cerkev postavil Ivan Asen II. kot poklon svojim mogočnim prednikom.

## Zgodovina
Cerkev, posvečena Štiridesetim mučencem iz Sebaste, je bila zgrajena in poslikana po naročilu bolgarskega carja Ivana Asena II. v čast njegove pomembne zmage pri Klokotnici, Epirski despotat, pod vodstvom Teodorja Komnena Dukasa 9. marca 1230. Ime cerkve prišlo naravno, saj je bitka potekala na dan praznika svetih štiridesetih mučencev iz Sebaste. Kraljeva cerkev v času vladavine Ivana Asena II. je bila glavna cerkev samostana Velika Lavra ob vznožju Careveca na levem bregu reke Jantre.
Sveti Sava, najpomembnejši svetnik Srbske pravoslavne cerkve, je bil najprej pokopan v cerkvi, potem ko je umrl 14. januarja 1235 ali 1236 med obiskom v Trnovem, vendar so bile njegove relikvije prestavljene v Srbijo kmalu za tem, 6. maja 1237.
V prvih letih osmanske vladavine je cerkev ohranila svoj krščanski značaj, morda do prve polovice 18. stoletja. Nato so jo spremenili v mošejo, pri čemer so bile stenske poslikave, ikone in ikonostas uničene, sama stavba pa predelana leta 1853. Ohranjenih je le omejeno število poslikav, predvsem iz severne polovice zahodne strani narteksa.
Arheološke raziskave cerkve so se začele že v 1850-ih, izkopavanja pa so bila prvič izvedena v letih 1906 in 1914, potem ko jo je leta 1913 močno poškodoval potres.
Sistematične arheološke raziskave cerkve so se začele leta 1969. Leta 1972 je bil izkopan kraljevi grob 1,9 m visokega okrašenega moža, v katerem je bil ogromen (61,1 grama) zlat prstan s heraldično podobo in napisom Kalojanov prasten (КАЛОꙖНОВ ПРЪСТЕНЪ) v negativu (glej sliko). Po obsežnih rekonstrukcijskih delih je bila cerkev Svetih štiridesetih mučencev v 2000-ih popolnoma prenovljena in ponovno odprta za javnost z uradnim odprtjem 14. septembra 2006. Cerkev s sodobnim videzom močno spominja na njeno srednjeveško strukturo. Po rekonstrukciji cerkve je bila uporabljena kot grobišče za posmrtne ostanke bolgarskih cesarjev in plemstva, med katerimi je bil Kalojan Bolgarski.
Cerkev štiridesetih mučencev je bila tudi kraj razkošne poroke takratnega bolgarskega premiera Stefana Stambolova s Poliksenijo Kostaki Stančovo 18. maja 1888. Popolno neodvisnost Bolgarije od Osmanskega cesarstva je car Ferdinand razglasil 22. septembra 1908 v cerkvi.

## Grobovi
- Kalojan, bolgarski cesar
- Anna Maria Bolgarska, cesarica žena
- Ivan Asen II.
- Anna (Anisia)
- Irena Komnena Doukaina
- Irena Doukaina Laskarina

## Galerija
- Exterior
- Exterior
- Exterior
- Exterior
- Sarcophagus of Kaloyan of Bulgaria
- Holy Forty Martyrs Church
- Plan of the Church